# Marcel Becquart

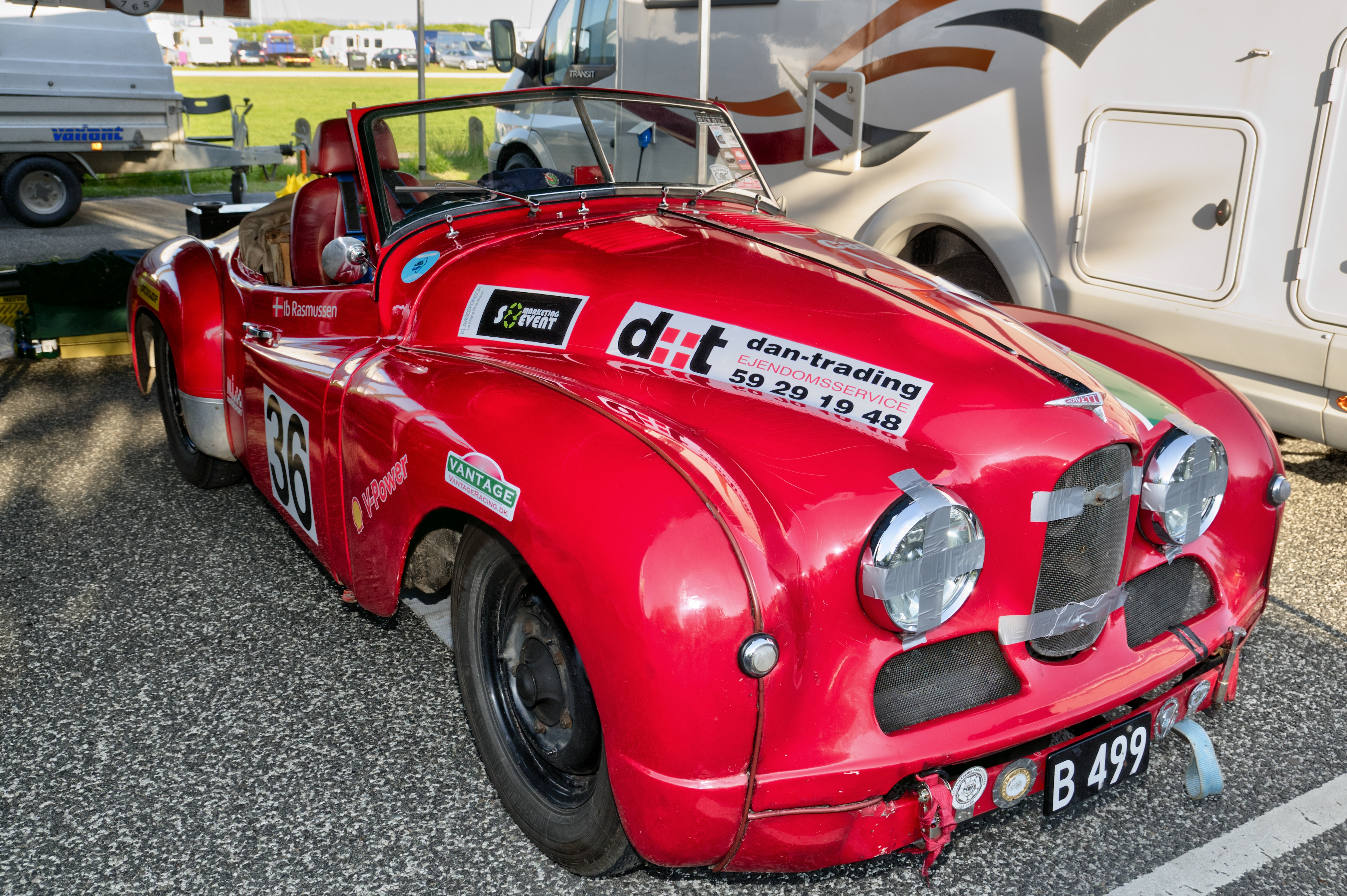
Auf einem Jowett Jupiter R1 erreichte Marcel Becquart zwei Klassensiege beim 24-Stunden-Rennen von Le Mans

Marcel Charles Becquart (* 10. Mai 1914 in Lille; † 23. Februar 2010 Marcq-en-Baroeul) war ein französischer Rallye- und Rundstreckenrennfahrer.

## Karriere als Rennfahrer
Marcel Becquart war in seiner Heimatstadt Annecy viele Jahre als Geschäftsführer eines Unternehmens, das Uhrenarmbänder herstellt, aktiv und lange war er Mitglied des Verstandes des Automobile Club du Mont-Blanc. In dieser Funktion gründete er 1947 die Rallye du Mont-Blanc.
In den 1950er-Jahren war Becquart auch als Fahrer aktiv. Sein größter Erfolg im Rallyesport war der Gesamtsieg bei der Rallye Monte Carlo 1950 auf einem Hotchkiss 686 GS. In den folgenden Jahren erzielte er immer wieder gute Ergebnisse bei der Rallye Monte Carlo. Rallye Monte Carlo 1955 wurde er Siebter, 1956 Achter und
1958 Sechster.
Auf der Rundstrecke war er fast ausschließlich beim 24-Stunden-Rennen von Le Mans am Start. 1951 und 1952 feierte er auf einem Jowett Jupiter R1 Klassensiege. Seine beste Platzierung im Gesamtklassement war der zehnte Rang 1955, mit Partner Maurice Gatsonides im Werks-Frazer-Nash Le Mans Coupe.

## Statistik

### Le-Mans-Ergebnisse
| Jahr | Team                           | Fahrzeug                  | Teamkollege        | Platzierung             | Ausfallgrund |
| ---- | ------------------------------ | ------------------------- | ------------------ | ----------------------- | ------------ |
| 1951 | Marcel Becquart                | Jowett Jupiter R1         | Gordon Wilkins     | Rang 21 und Klassensieg |              |
| 1952 | Marcel Becquart                | Jowett Jupiter R1         | Gordon Wilkins     | Rang 13 und Klassensieg |              |
| 1953 | Donald Healey Motor Company    | Austin-Healey 100         | Gordon Wilkins     | Rang 14                 |              |
| 1954 | Automobiles Frazer Nash Ltd.   | Frazer Nash Le Mans Coupe | Maurice Gatsonides | Rang 11                 |              |
| 1955 | Automobiles Frazer Nash Ltd.   | Frazer Nash Sebring       | Richard Stoop      | Rang 10                 |              |
| 1960 | Standard Triumph               | Triumph TR4S              | Keith Ballisat     | nicht klassiert         |              |
| 1961 | Standard Triumph Motor Company | Triumph TR4S              | Mike Rothschild    | Rang 15                 |              |

### Einzelergebnisse in der Sportwagen-Weltmeisterschaft
| Saison | Team                        | Rennwagen           | 1   | 2   | 3   | 4   | 5   | 6   | 7   |
| ------ | --------------------------- | ------------------- | --- | --- | --- | --- | --- | --- | --- |
| 1953   | Donald Healey Motor Company | Austin-Healey 100   | SEB | MIM | LEM | SPA | NÜR | RTT | CAP |
| 1953   | Donald Healey Motor Company | Austin-Healey 100   | 14  |     |     |     |     |     |     |
| 1954   | Frazer Nash                 | Frazer Nash Le Mans | BUA | SEB | MIM | LEM | RTT | CAP |     |
| 1954   | Frazer Nash                 | Frazer Nash Le Mans | 11  |     |     |     |     |     |     |
| 1955   | Frazer Nash                 | Frazer Nash Sebring | BUA | SEB | MIM | LEM | RTT | TAR |     |
| 1955   | Frazer Nash                 | Frazer Nash Sebring | 10  |     |     |     |     |     |     |
| 1960   | Standard Motor Company      | Triumph TR4S        | BUA | SEB | TAR | NÜR | LEM |     |     |
| 1960   | Standard Motor Company      | Triumph TR4S        |     | DNF |     |     |     |     |     |
| 1961   | Standard Motor Company      | Triumph TR4S        | SEB | TAR | NÜR | LEM | PES |     |     |
| 1961   | Standard Motor Company      | Triumph TR4S        | 15  |     |     |     |     |     |     |